# Dzwon Jezus Chrystus
Dzwon Jezus Chrystus – polski dzwon o masie 1,2 t znajdujący się na Polu Lednickim w pobliżu lednickiej Bramy Trzeciego Tysięclecia (Bramy Ryby).
Dzwon był konsekrowany 10 czerwca 2000 roku podczas IV Ogólnopolskiego Spotkania Młodych Lednica 2000. Poświęcił go Prymas Polski ks. kard. Józef Glemp, a wcześniej serce dzwonu konsekrował papież Jan Paweł II. 
Powstał w Przemyślu w ludwisarni braci Felczyńskich. Jego fundatorem jest gmina Tarnowo Podgórne, którą reprezentował podczas konsekracji jej ówczesny wójt – Waldy Dzikowski. Dzwon jest zawieszony w ażurowej dzwonnicy – konstrukcji o masie 9 ton z klatką w kształcie kuli ziemskiej. Dzwonnicę ufundowała Gazeta Poznańska, zaś wykonała firma Trasko Stal z Ostrowa Wielkopolskiego. Instalacja miała miejsce 19 maja 2000.
Na dzwonie znajduje się logo Lednica 2000 oraz napis: 

JEZUS CHRYSTUS
BÓG I CZŁOWIEK, ODKUPICIEL
WCZORAJ, DZIŚ, NA WIEKI

Sam akt konsekracji dzwonu miał dość nietypowy przebieg. Podczas poświęcenia kardynał Glemp wraz z Dzikowskim zostali podniesieni na wysięgniku na odpowiednią wysokość w koszu drabiny strażackiej.